# Karl Illmensee
Karl Oskar Illmensee (* 1939 in Lindau) ist ein österreichischer Biologe.

## Leben
Illmensee studierte Chemie und Biologie in München und promovierte dort im Jahr 1970. Von 1971 bis 78 arbeitete er an der Universität Bloomington, Indiana, und am Foxchase-Cancer-Center Philadelphia, Pennsylvania. Später hatte er Professuren in Genf, Salzburg, Graz und Innsbruck inne.
Nach Arbeiten an Taufliegen (in den 1960er-Jahren) veröffentlichte Karl Illmensee 1981 gemeinsam mit Peter Hoppe in der Fachzeitschrift Cell einen Artikel, der von einem erfolgreichen Klonexperiment bei drei Mäusen berichtete. Diese Zellkerntransfers auf Basis befruchteter Eizellen waren die ersten gelungenen Klonungen bei Säugetieren; sie fanden daher große Beachtung auch in der Laienpresse, konnten zunächst von anderen Arbeitsgruppen nicht erfolgreich wiederholt werden. 1984 erschien in Science ein Artikel, in dem das Klonen von Säugetieren durch Zellkernübertragung als unmöglich bezeichnet wurde.
Erst 2006 zeigten Warschauer und 2007 Bostoner Forscher, dass Mäuse tatsächlich auch mit befruchteten Eizellen geklont werden können, aber mit einer anderen Technik, als sie Illmensee 1981 beschrieben hatte; beim Klonschaf Dolly und bei anderen Tierexperimenten hatte das Klonen zuvor jeweils mit unbefruchteten Eizellen Erfolg gehabt.
1982 warfen eigene Mitarbeiter Illmensee vor, andere, noch nicht veröffentlichte Forschungsergebnisse „geschönt“ zu haben. Eine daraufhin eingesetzte Untersuchungskommission der Universität Genf rügte schließlich die unzureichende Dokumentation der noch nicht veröffentlichten Laborarbeiten und bewertete diese Versuche deshalb als „wissenschaftlich wertlos“. Es konnte jedoch keine Fälschung nachgewiesen werden. Die Kommission schlug vor, die beanstandeten Experimente in internationaler Zusammenarbeit zu wiederholen. Die Ergebnisse dieser erfolgreichen Wiederholungen wurden international begutachtet und veröffentlicht.
1982 erhielt Illmensee den Schweizer Marcel Benoist-Preis und den deutschen Otto-Mangold-Preis. Von 1983 bis 1988 arbeitete Illmensee weiterhin als Professor in voller Funktion an der Universität Genf. 1988 folgte Illmensee einem Ruf an die Universität Salzburg (naturwissenschaftliche Fakultät). 1990 folgte er einem weiteren Ruf an die Universität Graz. Bis Ende 1995 war Illmensee an beiden Universitäten tätig. Im Jänner 1996 folgte er dem Ruf an die Universität Innsbruck (Universitätsklinik für Frauenheilkunde der Universität Innsbruck), wo er bis zu seiner Emeritierung 2005 tätig war.
Anfang 2001 trat Illmensee als wissenschaftlicher Berater des umstrittenen Klonforschers Severino Antinori auf, trennte sich jedoch 2002 wieder von diesem und arbeitete stattdessen mit dem Biologen und Reproduktionsphysiologen Panayiotos Zavos zusammen. Zavos betreibt in Lexington (Kentucky) die Firma Reprogen und behauptet, seine Firma habe weltweit erstmals einen geklonten menschlichen Embryo für Zwecke der Reproduktionsmedizin hergestellt. Illmensee wurde dort als „wissenschaftlicher Direktor“ tätig. Im Oktober 2007 berichtete die Frankfurter Allgemeine Sonntagszeitung Details dieser Kooperation: Illmensee habe am 14. März 2003 erstmals das Erbgut aus Körperzellen einer US-Amerikanerin in zehn Eizellen übertragen. 64 Stunden später habe sich aus einer der Eizellen ein achtzelliger Embryo entwickelt. Derartige Klon-Embryonen seien 2004 und 2005 insgesamt fünf Erbgut-Spenderinnen in die Gebärmutter eingepflanzt worden. Eine erfolgreiche Schwangerschaft ergab sich daraus aber nicht.
Am 8. Mai 2007 beendete Illmensee die Zusammenarbeit mit Reprogen und wurde für die Reproduktionsklinik „Genesis“ in Patras als wissenschaftlicher Berater hinzugezogen. Außerdem begann er mit dem US-Embryologen Mike Levanduski zusammenzuarbeiten. In dessen New Yorker Labor erforschte er das zwar in Deutschland verbotene, aber in zahlreichen Ländern erlaubte „Embryo-Splitting“: Bei einer In-vitro-Fertilisation würde sich die Chance für eine Schwangerschaft verdoppeln, wenn ein wachsender Embryo geteilt wird. Durch den Eingriff entstehe gleichsam ein natürlicher Zwilling, wie eine Ethikkommission in den USA festgestellt hat. Im Journal für Reproduktionsmedizin und Endokrinologie beschrieb er im Frühjahr 2007 seine Klonexperimente mit menschlichen Zellen, die in Deutschland zwar verboten, aber in zahlreichen Ländern erlaubt sind, und deren optimistische Darstellung von der Süddeutschen Zeitung mit den Worten kommentiert wurde, „er wäre gerne der erste, der einen Menschenklon in die Kamera hält“.
Während seiner Tätigkeit an der Klinik „Genesis“ hat Illmensee mit seinen Kollegen erstmals über bestimmte Wachstumsfaktoren für die humane Embryokultur für IVF berichtet, mit dem Ziel einer verbesserten Schwangerschaftsrate.
Illmensee ist weiterhin wissenschaftlicher Berater bei Embroserv Corporation, New Jersey, USA.

## Ehrungen
Im Mai 2016 erhielt Illmensee vom American College of Embryology die Auszeichnung „Embryologist of the Month“ für seine Pionierforschungen auf dem Gebiet der Embryologie.
Weitere Ehrungen:
- Marcel Benoist Preis (Schweiz)
- Otto Mangold Preis (Deutschland)
- Vatikan Konferenz mit Audienz bei Papst Johannes Paul II
- Ehrenmitglied der Medizinischen Gesellschaft der WHO
- Gewähltes Mitglied der European Molecular Biology Organization
- Eingeladener Laureat zu Robert Edwards Nobelpreis für Medizin

## Belege
1. ↑  Karl Illmensee, Peter C. Hoppe: Nuclear transplantation in mus musculus: Developmental potential of nuclei from preimplantation embryos. In: Cell. Band 23, 1981, S. 9–18, doi:10.1016/0092-8674(81)90265-8
2. ↑  J. McGrath, Davor Solter: Inability of mouse blastomere nuclei transferred to enucleated zygotes to support development in vitro. In: Science. Band 226, 1984, S. 1317–1319, doi:10.1126/science.6542249
3. ↑  Monya Baker: Fertilized eggs reprogram adult-cell genomes. In: Nature Reports Stem Cells. Online-Veröffentlichung vom 7. Juni 2007, doi:10.1038/stemcells.2007.4
4. ↑  K. Illmensee, B. Gerhaeuser, B. Lioi, J. A. Modlinski: Developmental potential of nuclei from mouse teratocarcinoma cells. In: Naturwissenschaften. 76, 1989, S. 582–584.
5. ↑  J. A. Modlinski, D. Gerhaeuser, B. Lioi u. a.: Nuclear transfer from teratocarcinoma cells into mouse oocytes and eggs. In: Development. Band 108, Nr. 2, 1990, S. 337–348.
6. ↑  Italienischer Arzt bestätigt Klon-Schwangerschaften. (Memento vom 22. Februar 2004 im Internet Archive)
7. ↑  „Recently, our team of scientific and medical experts has created the first human cloned embryo for reproductive purposes. The embryo was the end result of using nine microsurgically enucleated human donor oocytes and fusing them via electrical stimulation and activation with whole human granulosa cells from a patient desiring to have a child via SCNT.“ auf: zavos.org (Memento vom 29. November 2007 im Internet Archive)
8. ↑  Sascha Karberg: Der mysteriöse Dr. Illmensee. In: Frankfurter Allgemeine Sonntagszeitung. 21. Oktober 2007, S. 75.
9. ↑  P. M. Zavos, K. Illmensee: Possible Therapy of Male Infertility by Reproductive Cloning: One Cloned Human 4-Cell Embryo. In: Archives of Andrology. Band 52, 2006, S. 243–254. PMID 16728339
10. ↑  P. M. Peter Moosleitners Magazin. November 2007, S. 34–42.
11. ↑  K. Illmensee, M. Levanduski: Embryo splitting. In: The MEFS Journal. 15, 2010, S. 57–63.
12. ↑  The Ethics Committee of the American Society of Reproductive Medicine: Embryo splitting for infertility treatment. In: Fertil Steril. 82, 2004, S. 256–257.
13. ↑  Karl Illmensee: Mammalian Cloning and its Discussion on Applications in Medicine. In: Journal für Reproduktionsmedizin und Endokrinologie - Journal of Reproductive Medicine and Endocrinology. Band 4, Nr. 1, 2007, S. 6–16 kup.at
14. ↑  Süddeutsche Zeitung. 19. Juni 2007, S. 18.
15. ↑  A. Vithoulkas, M. Levanduski, V.T. Goudas, K. Illmensee: Co-culture of human embryos with autologous cumulus cell clusters and its beneficial impact of secreted growth factors on preimplantation development as compared to standard embryo culture in assisted reproductive technologies (ART). In: Middle East Fertility Society Journal. Band 22, Nr. 4, 2017, S. 317–322, doi:10.1016/j.mefs.2017.05.009.
16. ↑  Dr. Karl Illmensee is an Embryologist of the month of May, 2016. American College of Embryology, Mai 2016

| Personendaten    | Personendaten                              |
| ---------------- | ------------------------------------------ |
| NAME             | Illmensee, Karl                            |
| ALTERNATIVNAMEN  | Illmensee, Karl Oskar (vollständiger Name) |
| KURZBESCHREIBUNG | österreichischer Biologe                   |
| GEBURTSDATUM     | 1939                                       |
| GEBURTSORT       | Lindau                                     |